# Ρ
Ró (português europeu) ou Rô (português brasileiro) (maiúscula Ρ, minúsculas ρ ou ϱ; em grego:  ῥω, transl.: rhō) é a décima sétima letra do alfabeto grego. No sistema numérico grego vale 100. No modo matemático do LaTeX, é representada por: {\displaystyle \mathrm {P} } e {\displaystyle \rho }.

## Classificação
- Alfabeto = Alfabeto grego
- Fonética = /Re/ ou  /Re/, Letra R, Dígrafos R e RR